# Stripping (stomatologia)
Stripping – zabieg w stomatologii polegający na zebraniu paskami ściernymi powierzchownej (0,1-0,3 mm) warstwy szkliwa na powierzchniach stycznych zęba, najczęściej przed założeniem stałego aparatu ortodontycznego i w przypadku stłoczeń, również w celach estetycznych (dysproporcja wielkości zębów) oraz w celu profilaktyki przeciwpróchnicowej. Po zabiegu następuje remineralizacja szkliwa jonami naturalnie zawartymi w ślinie.
Czasem łączy się zabieg z lakierowaniem zębów preparatami bogatymi w fluor.